# گاستون استروبینو
گاستون استروبینو (انگلیسی: Gaston Strobino؛ ۲۳ اوت ۱۸۹۱ – March 30, 1969 (aged 77)) ورزشکار دو و میدانی اهل ایالات متحده آمریکا بود.
وی در مسابقات کشوری و بین‌المللی در مجموع برندهٔ ۱ مدال برنز شده‌است.